# В последний миг
«В последний миг» (англ.  Eleventh Hour) — американский телесериал в жанре полицейской драмы, фантастики и триллера. «В последний миг» основан на одноименном британском телесериале и транслировался на американском телевидении с 9 октября 2008 года по 2 апреля 2009 года. Сериал отменили 19 мая 2009 года.

## Сюжет
Сериал повествует о докторе Джейкобе Худе. Он специалист по биофизике, и на протяжении сериала демонстрирует удивительные познания в других областях. Доктор Худ работает на ФБР, расследуя особые «научные преступления», связанные с необъяснимыми феноменами и применением новейших технологий. В своей работе он применяет свои знания и научный метод, чтобы раскрывать эти преступления (во имя науки или справедливости).

## В ролях
Главные герои
- Доктор Джейкоб Худ (Руфус Сьюэлл) — умный, эрудированный и немного эксцентричный учёный, консультирующий ФБР, помогающий раскрывать сложные дела, связанные с наукой. Он иногда кажется странным, из-за своей рассеянности и социальной неприспособленности. О прошлом Худа известно только то, что его жена умерла от рака.
- Специальный агент ФБР Рэйчел Янг (Марли Шелтон) — помощник доктора Худа, а также его телохранитель. Она вынуждена постоянно вытаскивать Худа из передряг, а также осуществляет его связь с окружающими людьми и пытается минимизировать ущерб от его необдуманных действий. Также известно, что она не первый защитник доктора. Неизвестно, что случилось с предыдущими.

Второстепенные персонажи
- Феликс Ли (Омар Бенсон Миллер)
- Хэйли Вон (Бри Кондон)
- Грейс Дал (Нина Добрев)

## Рейтинги
В США сериал собрал у экранов 12,4 млн зрителей.